# Dana Balcarová
Dana Balcarová (* 22. září 1960 Pardubice) je česká manažerka, environmentalistka a politička, v letech 2017 až 2021 poslankyně Poslanecké sněmovny PČR, v letech 2014 až 2018 zastupitelka městské části Praha 9, členka Pirátů.

## Život
Vystudovala techniku počítačů na SPŠE Pardubice a informatiku na Vysoké škole ekonomické v Praze (promovala v roce 1985 a získala titul Ing.). Dodatečně se vzdělala také v oblasti environmentální ekonomie na VŠE v Praze.
Pracovala v několika firmách, kde se na manažerské úrovni věnovala informačním systémům a databázím (Lidové noviny, Česká inspekce životního prostředí, Scio, občanské sdružení Hestia). Od roku 2006 je místopředsedkyní iniciativy Krocan působící na Praze 9, kde se věnuje ochraně zeleně, pořádání občanských akcí a územnímu rozvoji.
Dana Balcarová žije od roku 1979 v Praze.

## Politické působení

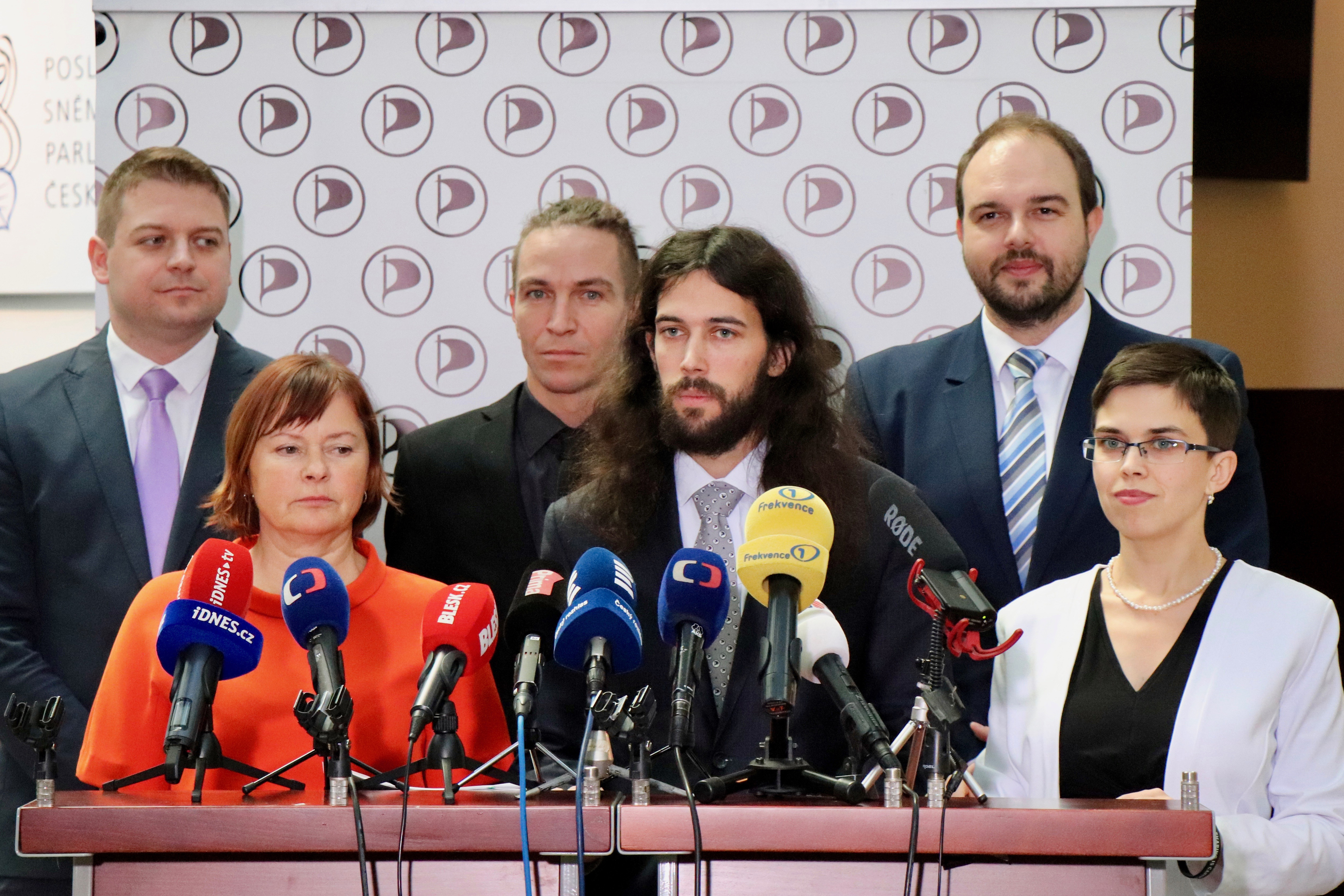
Balcarová na tiskové konferenci v prosinci 2018 (vepředu vlevo)

V komunálních volbách v roce 2014 kandidovala jako nestranička za Piráty do Zastupitelstva hlavního města Prahy, ale neuspěla. Zároveň však byla zvolena zastupitelkou městské části Praha 9, a to jako nestranička za Zelené na kandidátce subjektu „Trojkoalice SZ, KDU-ČSL, NK“. Ve volbách v roce 2018 již mandát zastupitelky městské části neobhajovala.
V roce 2015 se stala členkou Pirátů. Ve volbách do Poslanecké sněmovny PČR v roce 2017 byla za tuto stranu zvolena poslankyní v Praze ze druhého místa kandidátky.
Po zvolení poslankyní byla v listopadu 2017 zvolena předsedkyní Výboru pro životní prostředí. Za svá profilová témata považuje zejména změnu klimatu a udržitelný rozvoj. V roce 2021 svůj mandát poslankyně neobhájila. Deníkem Referendum byla Dana Balcarová vyhlášena za jednu z Českých osobností roku 2019.
Ve volbách do Poslanecké sněmovny PČR v roce 2021 kandidovala jako členka Pirátů na 12. místě kandidátky koalice Piráti a Starostové v Praze, ale nebyla zvolena. Mandát poslankyně se jí tak nepodařilo obhájit.
Ve volbách do Senátu PČR v roce 2022 kandidovala za Piráty v obvodu č. 25 – Praha 6, ale se ziskem 14,97 % hlasů nebyla z druhého místa zvolena, protože kandidát Jiří Růžička obhájil mandát senátora již v prvním kole voleb.